# Woda demineralizowana
Woda demineralizowana (woda dejonizowana) – woda pozbawiona obcych jonów przez wielokrotną destylację lub przez wymianę ich na jony wodorowe i wodorotlenowe za pomocą dejonizatora.

## Jakość wody
Wymagania i metody badań wody o trzech stopniach czystości stosowanej do analizy produktów nieorganicznych podano w PN-EN ISO 3696:1999 Woda stosowana w laboratoriach analitycznych – Wymagania i metody badań wraz z późniejszymi zmianami ujętymi w PN-EN ISO 3696:1999/Ap1:2004.